# Hesa Duwum Kohistan
Hesa Awal Kohistan est un district de l'ouest de la province de Kâpîssâ, en Afghanistan. Il jouxte le district de Koh Band à l'est, de Mahmud Raqi au sud. La population est très majoritairement tadjike.

## Géographie
C'est un pays de collines, traversé par la Golbahar, le Chylas et le Kagan. Il y a deux vallées principales.

## Historique
Le Hesa Awal est un nouveau district issu de la scission du district de Kohistan. 
Historiquement c'est ici que le groupe de Tadjiks le plus puissant et le plus organisé c'est opposé aux troupes britanniques en 1879 et 1880. Il s'y trouve des ruines de villes qui pourraient avoir été fondées par Alexandre.

## Districts
- Alasay
- Hesa Duwum Kohistan
- Koh Band
- Kohistan Hesa Awal
- Mahmoud Râqi
- Nijrab
- Tagab